# Prusjasz I
Prusjasz I (gr. Προυσιας , Prousias) (ur. ok. 255, zm. ok. 182 p.n.e.) – król Bitynii od ok. 229 p.n.e. do swej śmierci. Syn i następca Ziaelasa, króla Bitynii. Nosił przydomek "Kulawy" (gr. Χωλός, Chōlós).

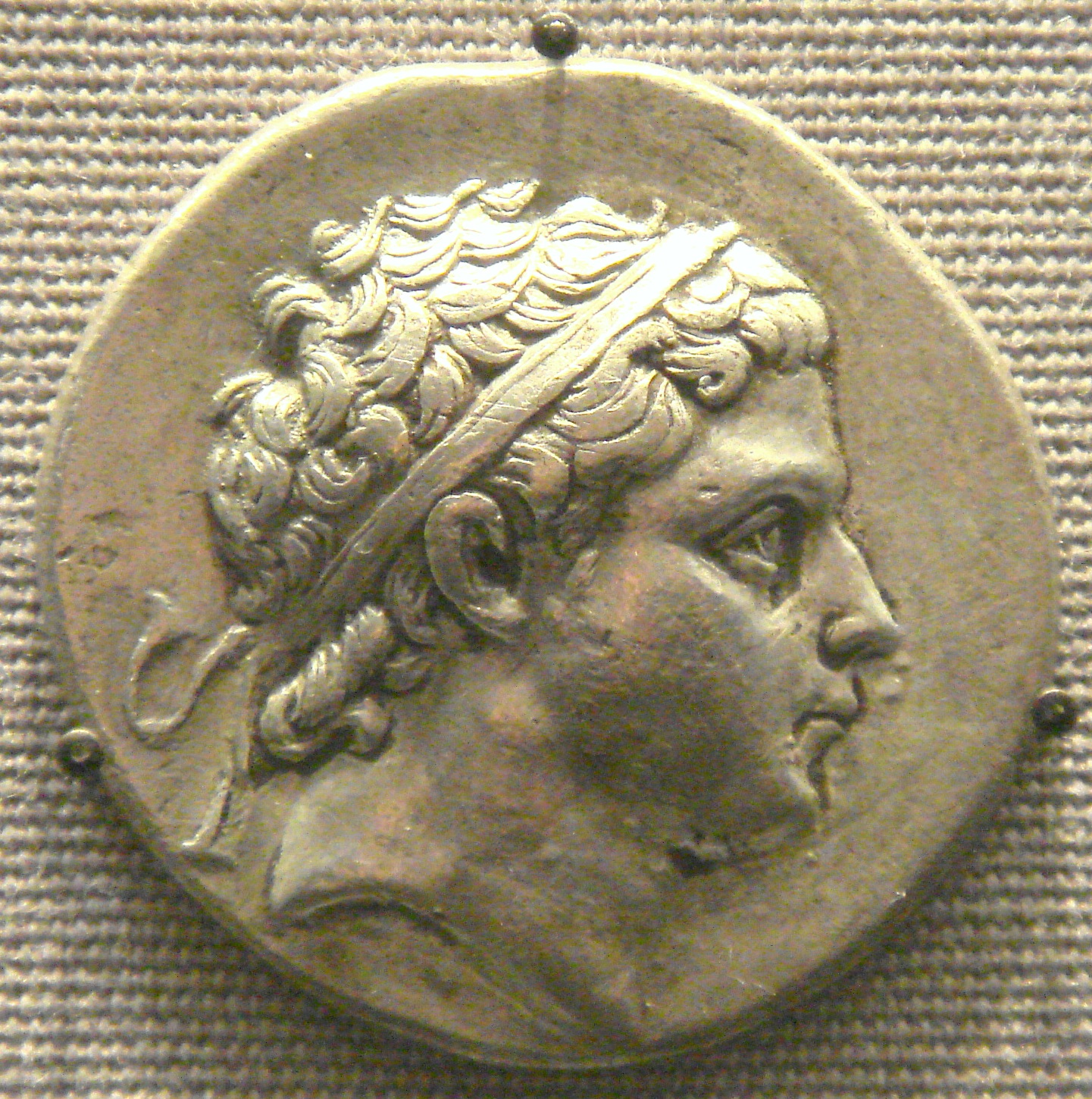
Tetradrachma Prusjasza I (w młodości) (British Museum).

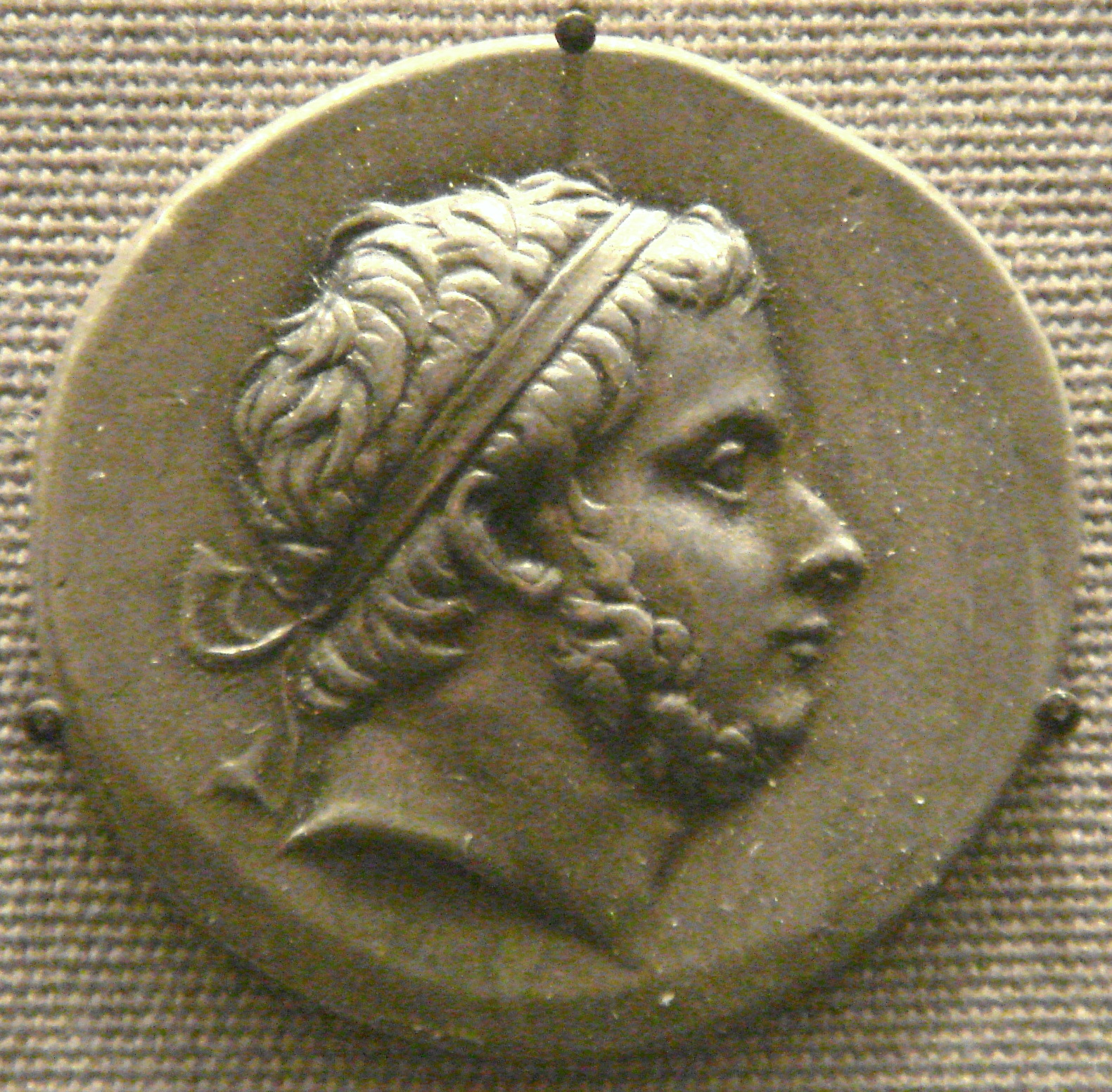
Tetradrachma Prusjasza I (w starszym wieku) (British Museum).

Prusjasz I na początku swego panowania zawarł sojusz z Macedonią,  poślubiając Apamę, córkę króla macedońskiego Demetriusza II i Stratoniki, córki króla państwa Seleucydów Antiocha I Sotera oraz Stratoniki. Ok. r. 225 p.n.e. żona urodziła mu jedynego syna Prusjasza II, przyszłego króla Bitynii.

## Wojna z Bizancjum
Bizantyjczycy pobierając cło na towary wywożone z Pontu spowodowali oburzenie wśród uprawiających handel żeglugą, z powodu strat finansowych. Obwiniano o tę sytuację Rodyjczyków, bowiem ci panowali na morzu. Rodos zażądało od Bizancjum zniesienia cła, ale bez skutku. W r. 220 p.n.e. doszło do wojny, w której Rodyjczycy wezwali Prusjasza do jej uczestnictwa, z powodu jakiegoś poróżnienia między nim a Bizantyjczykami; zarzucał im brak poświęcenia uchwalonych dla niego posągów oraz nie przysłanie do niego posłów na święta Soteriów. Bizantyjczycy nie byli dłużni, poprosili o pomoc Achajosa, pretendenta do tronu państwa Seleucydów oraz Tibojtesa, stryja Prusjasza. Król Bitynii, proponując Rodyjczykom działanie na morzu, postanowił prowadzić wojnę na lądzie. Zabrał wrogom tereny przy ujściu tzw. Hieron oraz azjatycki obszar w Myzji. Rodyjczycy z sześcioma swoimi okrętami oraz czterema sprzymierzeńców koło Sestos przeszkadzali płynącym do Pontu. Widząc wytrwałość wrogów postanowili działać inaczej. Poprosili króla Ptolemeusza IV Filopatora z Egiptu o uwolnienie Andromacha, ojca Achajosa, z więzienia w Aleksandrii. Ten sprzyjając Rodyjczykom, zgodził się, by odwieźli. Ci odwożąc go do jego syna wraz z pewnymi zaszczytami odebrali sojusznika wrogom. Powracający Tibojtes z Macedonii zmarł, co spowodowało zwrot w wojnie. Prusjasz zajął się energicznie wojną. Walcząc po stronie azjatyckiej, wezwał Traków, by działali po stronie europejskiej. Bizantyjczycy, nie mogąc wyjść poza bramy miasta, postanowili zażegnać wojnę. Pośrednictwa podjął się Kawaros, celtycki król w Tylis. Prusjasz zgodził się na jego propozycje pokojowe. Bizantyjczycy ustąpili Rodyjczykom z pobierania cła od statków płynących do Pontu. Zawierając sojusz z Prusjaszem, postanowili nie występować zbrojnie przeciwko sobie. Król Bitynii miał także zwrócić ziemie, twierdze z mieszkańcami, jeńców bez okupu oraz wszystkie stamtąd zabrane rzeczy (Polibiusz, Dzieje, ks. IV, rozdz. 47-52).

## Walka z Galatami
Achajos po podbiciu Milyas i większej części Pamfilii przybył do Sardes, by walczyć bez przerwy z Attalosem I Soterem, królem Pergamonu. Stanowił także zagrożenie dla Prusjasza (V 77). Galatowie wezwani na pomoc i odesłani przez tegoż Attalosa, zaczęli wojować z miastami Hellespontu. Oblegali Ilion w Troadzie, ale zostali stąd zbrojnie wyparci do obsadzonego przez nich miasta Arisba na terenie Abydenów. Stanowili zagrożenie dla innych miast. W 218 r. Prusjasz postanowił zbrojnie się z nimi rozprawić. W walce zabił Galatów, ich niemal wszystkie dzieci i żony wymordował w obozie, a ich tabory dał na łup żołnierzom (V 111)

### Sprawa miastaKios
W 207 r. Prusjasz rozszerzył Bitynię wkraczając na terytorium Attalosa I Sotera, króla Pergamonu. Ten dowiadując się o tym, szybko wrócił do domu, porzucając sprawę Rzymian i wojnę etolską (Tytus Liwiusz Dzieje, ks. XXVII, rozdz. 7).
Prusjasz zawarł przymierze z królem Macedonii Filipem V, bratem przyrodnim jego żony. W 202 r. z pomocą sojusznika najechał na Kios, greckie miasto leżące na terenie Bitynii. Mieszkańcy zostali zmasakrowani, wypędzeni albo zniewoleni. Król Bitynii cieszył się z realizacji planu, ale Macedończyk wziął dla siebie łupy, a on otrzymał tylko pusty teren miasta (Polibiusz, Dzieje XV 22-23; XVIII 4). Miasto zostało przez niego odbudowane i przemianowane od jego imienia na Prusę nad Morzem ("Prusias ad Mare"). Otrzymane inne miasto Myrleę, przemianował na Apameę.

## Po stronie Rzymian
W r. 190 p.n.e. Antioch III Wielki, król państwa Seleucydów, wysłał z Sardes posłów do Prusjasza celem propozycji zawarcia przymierza wojennego. Początkowo chciał przystąpić do niego z powodu obaw przed Rzymianami, ale po otrzymaniu listu od Lucjusza Korneliusza Scypiona Azjatyckiego i jego brata Publiusza Korneliusza Scypiona Afrykańskiego Starszego, zaczął się uspokajać na duchu. Publiusz przekonywał go, że Rzymianie nie pozbawili żadnemu królowi władzy, wręcz przeciwnie, niektórych sami ustanowili, powiększając niektórym nawet ich królestwa. Po przyjeździe rzymskich posłów na czele z Gajuszem Liwiuszem, Prusjasz całkowicie zarzucił przymierze z Antiochem (XXI 11). Rzymianie po zwycięstwie nad Seleukidą i zawarciu z nim pokoju w Apamei nad Orontesem w 188 r. przyznali królowi Pergamonu Eumenesowi II Soterowi, wśród innych ziem, także Myzję, którą mu odebrał Prusjasz (Liwiusz Dzieje XXXVIII 39). W 183 r. przybyło poselstwo od króla Pergamonu do Rzymu ze skargą, że Filip V, król Macedonii, nie usunął żołnierzy z Tracji oraz dał pomoc wojskową Prusjaszowi prowadzącemu z nim wojnę (XXXIX 46).

## Udzielenie azylu Hannibalowi
W 190 r. Hannibal, po klęsce króla syryjskiego Antiocha III Wielkiego w wojnie z Rzymem, uszedł do Bitynii, gdzie został przyjęty na dworze Prusjasza. Ten darząc go zaufaniem, zerwał układ i przystąpił do wojny z królem pergamońskim Eumenesem II Soterem. Gdy przegrał bitwę na lądzie, przeniósł działania wojenne na morze. Hannibal posługując się sprytem, pokonał flotę pergamońską. Rzymianie postanowili zainterweniować wysyłając posłów, celem nakłonienia obie strony do zawarcia pokoju. Poseł rzymski Tytus Kwinkcjusz Flamininus zarzucał Prusjaszowi przyjęcie największego wroga Rzymu oraz zażądał jego wydania. Prusjasz zgodził się wydać go. Gdy Hannibal dowiedział się o tym, złorzecząc na Prusjasza, zmarł po zażyciu trucizny, by uniknąć jego wydania (XXXIX 51; Justynus, Epitoma, ks. XXXII, rozdz. 4). Według relacji Appiana Hannibal miał zostać otruty przez samego Prusjasza (Wojny syryjskie 11.43, 44).